# Tony Howe
Anthony Valentine Howe (sinh ngày 14 tháng 2 năm 1939 ở Colchester, Anh) là một cựu cầu thủ bóng đá chuyên nghiệp người Anh thi đấu ở vị trí tiền vệ cánh cho các đội bóng football league Colchester United và kình địch Essex Southend United.